# Top-weight

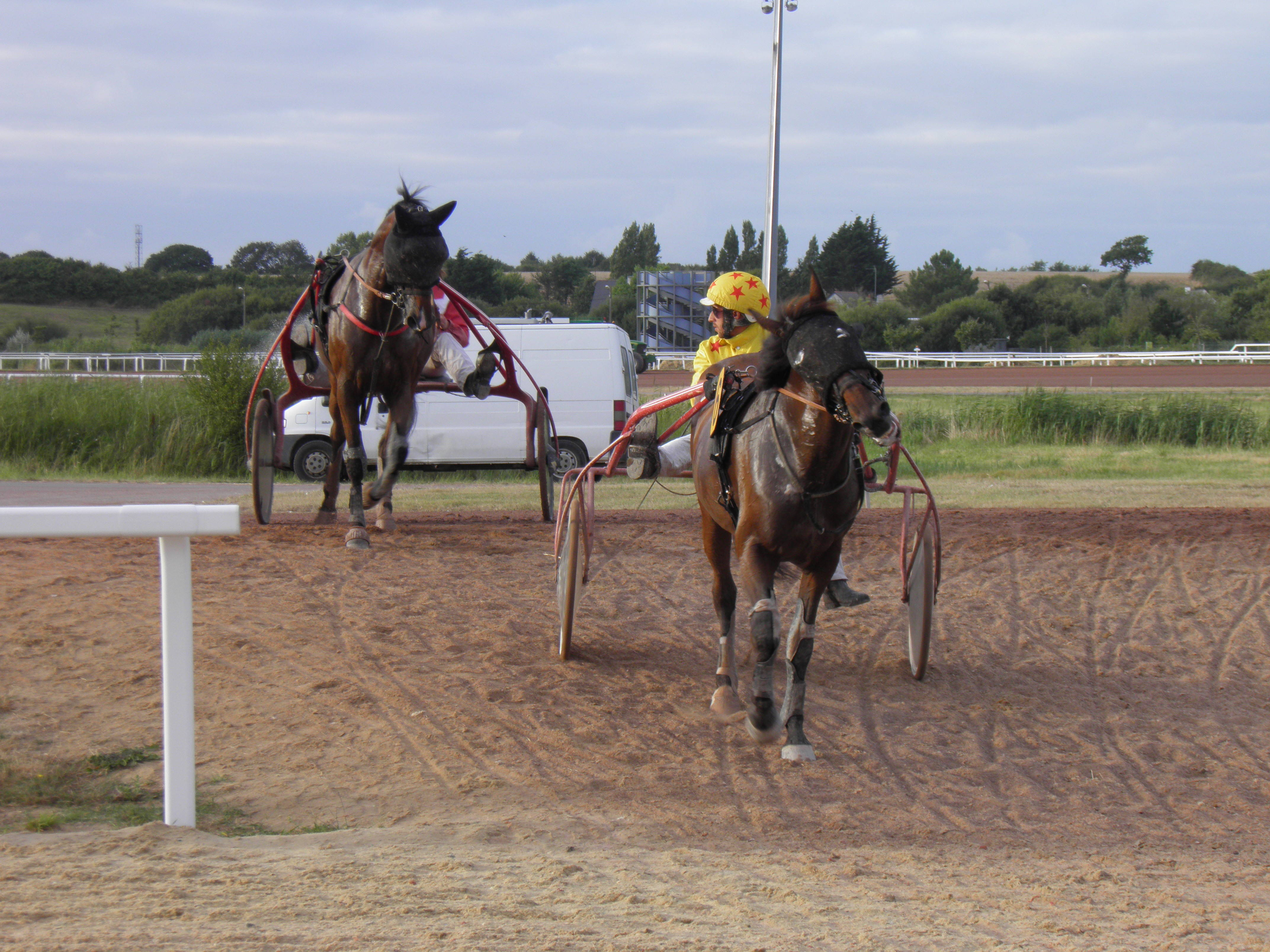
Plus le cheval de course portera un grand handicap, plus cela impactera la continuité ainsi que la difficulté de sa course. Celui qui portera le plus lourd sera indiqué comme le "top-weight".

Le top-weight est un terme technique utilisé en équitation, plus spécifiquement dans les courses de galop pour indiquer le cheval portant le poids (ou handicap) le plus lourd,.